# Plaça del Castell (Maçanet de Cabrenys)
La Plaça del Castell és una obra de Maçanet de Cabrenys (Alt Empordà) inclosa a l'Inventari del Patrimoni Arquitectònic de Catalunya.

## Descripció
Situat a l'extrem de ponent del nucli urbà de la població de Sant Climent, al voltant de l'església parroquial i de l'antic recinte emmurallat de la vila.
Conjunt arquitectònic d'època moderna format pels números 5, 7 i 9 de la plaça del Castell. Es tracta d'edificis entre mitgeres de planta rectangular, amb les cobertes de teula de dos vessants i distribuïts en planta baixa i dos pisos, o bé golfes. Les obertures són rectangulars i estan emmarcades amb carreus de pedra ben desbastats, Cal exceptuar les finestres dels pisos superiors del número 5, donat que el revestiment arrebossat del parament no deixa veure l'aparell. Malgrat això, és molt probable que aquesta casa hagi patit diverses reformes al llarg del temps. A les plantes baixes presenten portals d'accés i finestres simples, als pisos balcons exempts i finestres balconeres i a les plantes superiors finestres de mida més petites que la resta d'obertures. Del número 5 destaca la balconada central del primer pis, de la que destaca la barana amb balustrada. Del número 7 cal destacar les dues llindes dels portals d'accés. Una té inscrita la data 1726, i l'altra presenta la data 1691 i la llegenda: “NADIE PASE ESE PORTAL SIN QUE JURA POR SU VIDA SER CONCEBIDA SIN PECADO ORIGINAL”. La casa del número 9 es caracteritza per tenir les obertures de la planta baixa disposades a diferents alçats, donat que l'edifici està bastit damunt d'un terreny en pendent.
Les construccions estan bastides amb pedres sense treballar de diverses mides, disposades regularment i lligades amb morter.

## Història
Durant el segle xvi, el número 5 de la plaça va ser seu de l'Ajuntament, i de l'escola durant els segles xviii i xix.